# Chiesa di San Francesco d'Assisi (Cagliari)
San Francesco d'Assisi è una chiesa parrocchiale di Cagliari, ubicata in via Piemonte, nel quartiere La Vega. Il tempio, eretto nella seconda metà del XX secolo, officiato dai Frati minori conventuali che risiedono nel vicino convento, è dedicato al poverello di Assisi, in memoria della duecentesca chiesa omonima di Stampace, demolita nel XIX secolo.
L'attuale edificio di via Piemonte venne eretto tra il 1957 e il 1963, su progetto dell'ingegnere romano Marco Piloni. La parrocchia era già stata istituita dall'arcivescovo di Cagliari, monsignor Paolo Botto, nel 1952.
L'edificio presenta linee architettoniche semplici e regolari. L'esterno si caratterizza per il paramento in pietra scura e per il coronamento piramidale. L'alta facciata presenta, nella parte centrale, una vetrata policroma rettangolare, davanti alla quale si staglia la statua bronzea del titolare, rappresentato con le braccia levate verso il cielo.
Sotto la scultura si aprono tre portali, che immettono nella vasta aula quadrangolare costituente l'interno del tempio. In prossimità dell'ingresso, su ciascun lato si apre una cappella, a sinistra quella del Battistero, mentre a destra si trova quella del Santissimo Sacramento. 

Il presbiterio, sopraelevato, è stato recentemente adeguato alle esigenze liturgiche postconciliari; vi si trova però anche l'altare preconciliare, con il tabernacolo ornato dagli angeli marmorei dello scultore Aroldo Bellini. Del Bellini sono anche, oltre alla sopra citata statua di san Francesco, il Crocifisso bronzeo che sovrasta l'altare, le stazioni della Via Crucis, anch'esse bronzee, e le statue marmoree di santa Chiara e san Bonaventura, poste ai lati del presbiterio.
Degni di nota sono anche i mosaici, realizzati nel 1962, che ornano l'interno del San Francesco, opera del siciliano Franco d'Urso su disegni dell'architetto Gina Baldracchini. I soggetti dei mosaici sono il Sacro Cuore di Gesù (parete destra), Maria madre della Chiesa (parete sinistra), la Santissima Trinità e scene della Vita di san Francesco (parete di fondo del presbiterio).